# Guillaume Capus
Pour les articles homonymes, voir Capus.
Guillaume Capus (Esch-sur-Alzette, 25 août 1857 - Boulogne-sur-Seine, 27 avril 1931) est un explorateur et scientifique français.

## Biographie
Né au Luxembourg, il étudie les sciences naturelles au Muséum national d'histoire naturelle, à Paris, et devient docteur ès-sciences en 1879. Il obtient alors la nationalité française. 
Gabriel Bonvalot le choisit comme adjoint scientifique pour ses expéditions. Il part alors avec Bonvalot explorer le Caucase et le Turkestan russe (1882) puis, en compagnie du peintre Pépin, traverse la Perse, l'Afghanistan, le Pamir et le Cachemire et atteint les Indes (1886-1887). Capus s'occupe lors de ces voyages de la botanique, de la météorologie et de l’ethnologie, relevés qui viennent compléter les études géographiques de Bonvalot. 
En 1893, il collabore avec Jules Janssen dans l'installation de l'observatoire du Mont-Blanc puis est chargé en 1894 par le ministère de l'Instruction publique d'une mission ethnographique et économique chez les Slaves du Sud. 
Paul Doumer l'appelle en Indochine en 1897, crée avec lui le Bureau économique et se l'adjoint dans la direction des Services agricoles. Capus s'occupe alors aussi des services géologiques, météorologiques et des Eaux et forêts. 
Revenu en France, il devient enseignant à l'École coloniale et à l'Institut d'agronomie coloniale. Vice-président de la Société de géographie commerciale, il devient aussi membre fondateur de l'Académie des sciences coloniales (1922) et administrateur de l'Alliance française. 
Une rue de Esch-sur-Alzette porte son nom.

## Œuvres
- Anatomie du tissu conducteur, 1879
- Guide du naturaliste préparateur et du naturaliste collectionneur, pour la recherche... et la conservation des animaux, végétaux, minéraux et fossiles, 1879
- L’œuf chez les plantes et les animaux, Hachette, coll. « La Bibliothèque des merveilles », 1885
- Le Toit du monde (Pamir), Hachette, coll. « La Bibliothèque des merveilles », 1890
- Le Kafiristane et les Kafirs Siahpouches, 1890
- Promenade hygiénique en Asie centrale, 1891
- A Travers le royaume de Tamerlan. Voyage dans la Sibérie occidentale, le Turkestan, la Boukharie..., 1892
- Tchitral et les Tchitralis, A travers le Monde, 1895, p. 233-235
- A Travers la Bosnie et l'Herzégovine, 1896

Prix Sobrier-Arnould de l’Académie française en 1897
- Les Produits coloniaux, origine, production, commerce, 1912
- Le tabac, 3 vol, avec Étienne Foëx, 1929-1930
- Les produits coloniaux d'origine végétale, 1930